# Callidula
Callidula är ett släkte av fjärilar. Callidula ingår i familjen Callidulidae.

## Bildgalleri

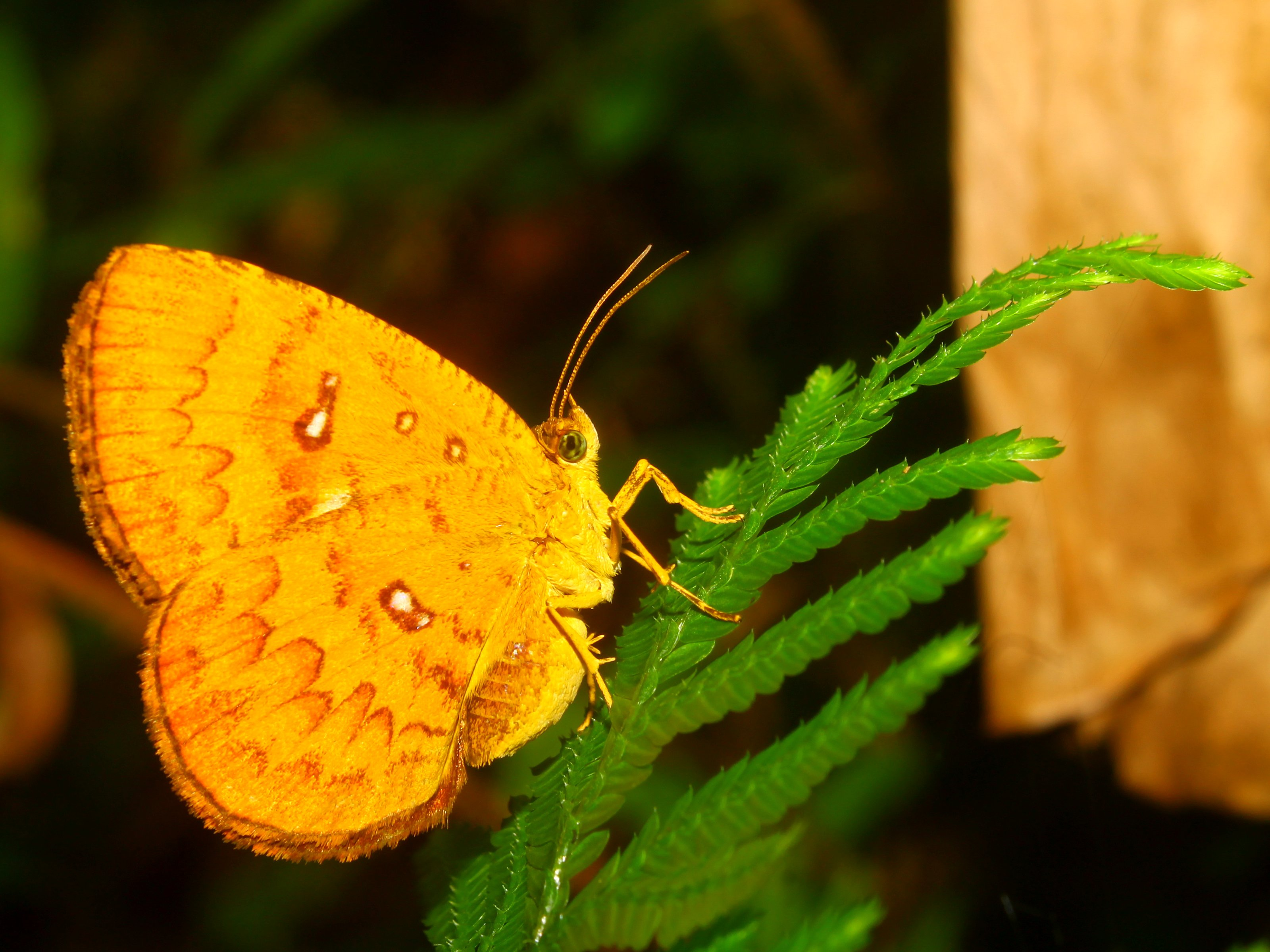
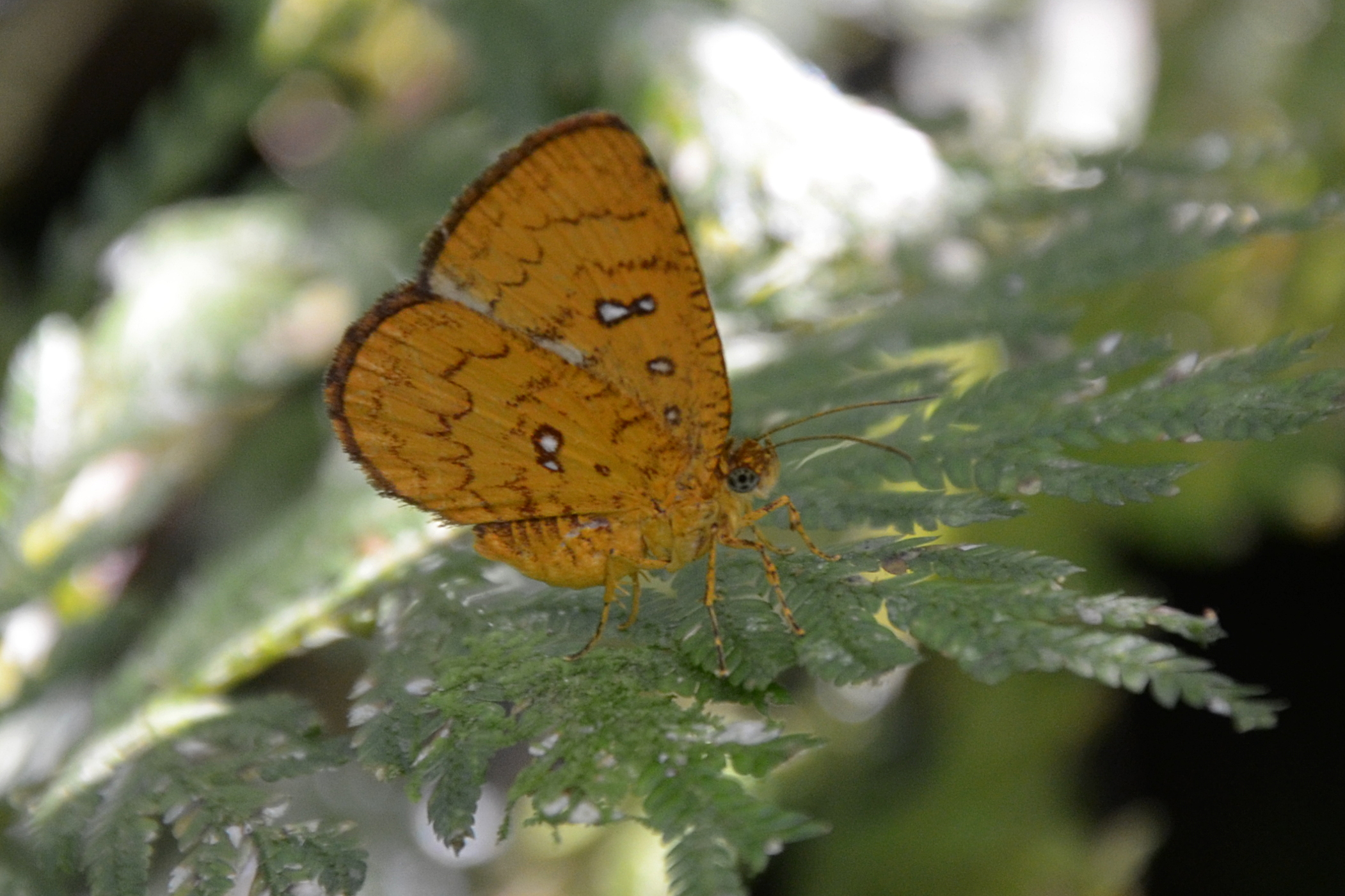
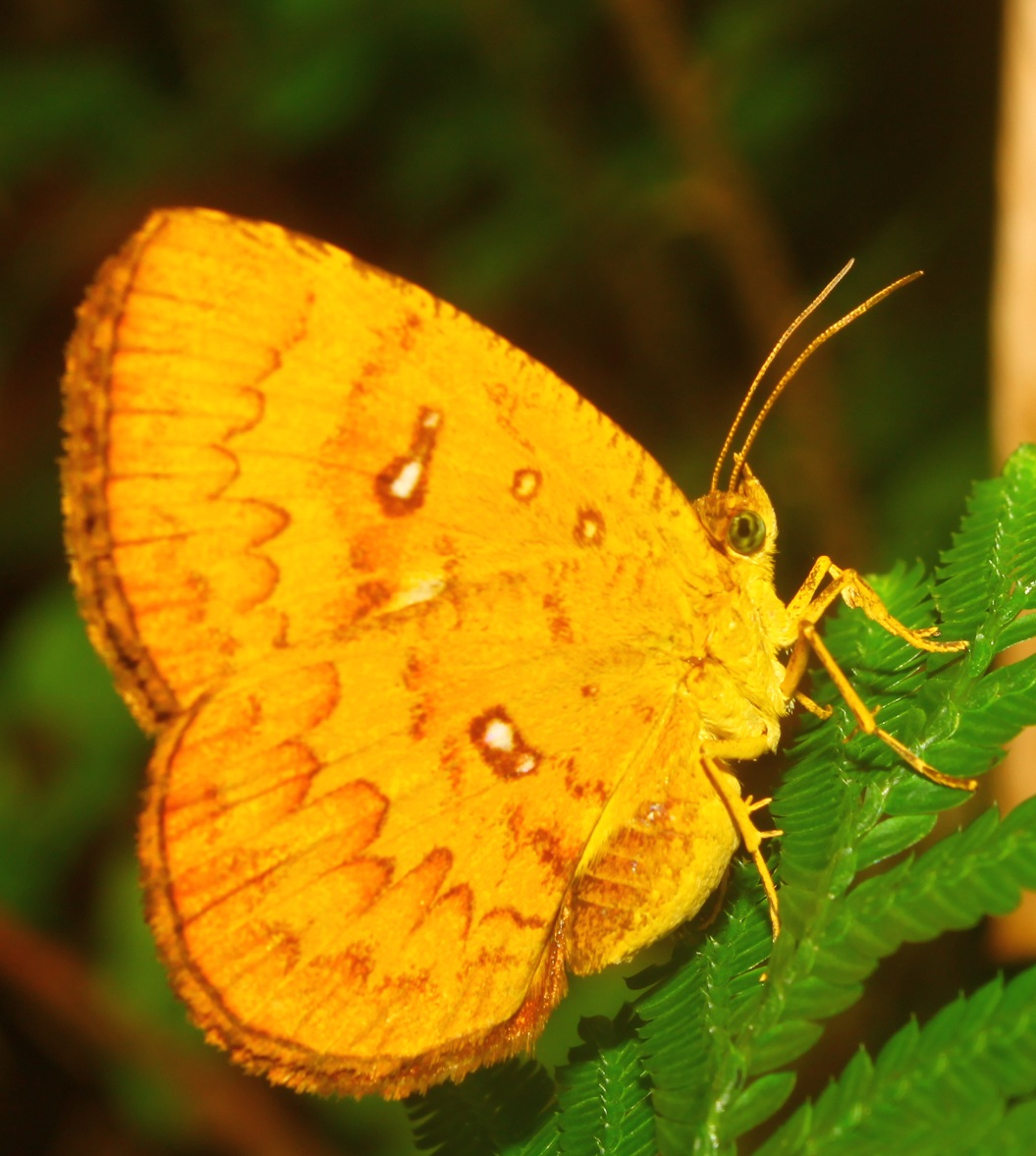
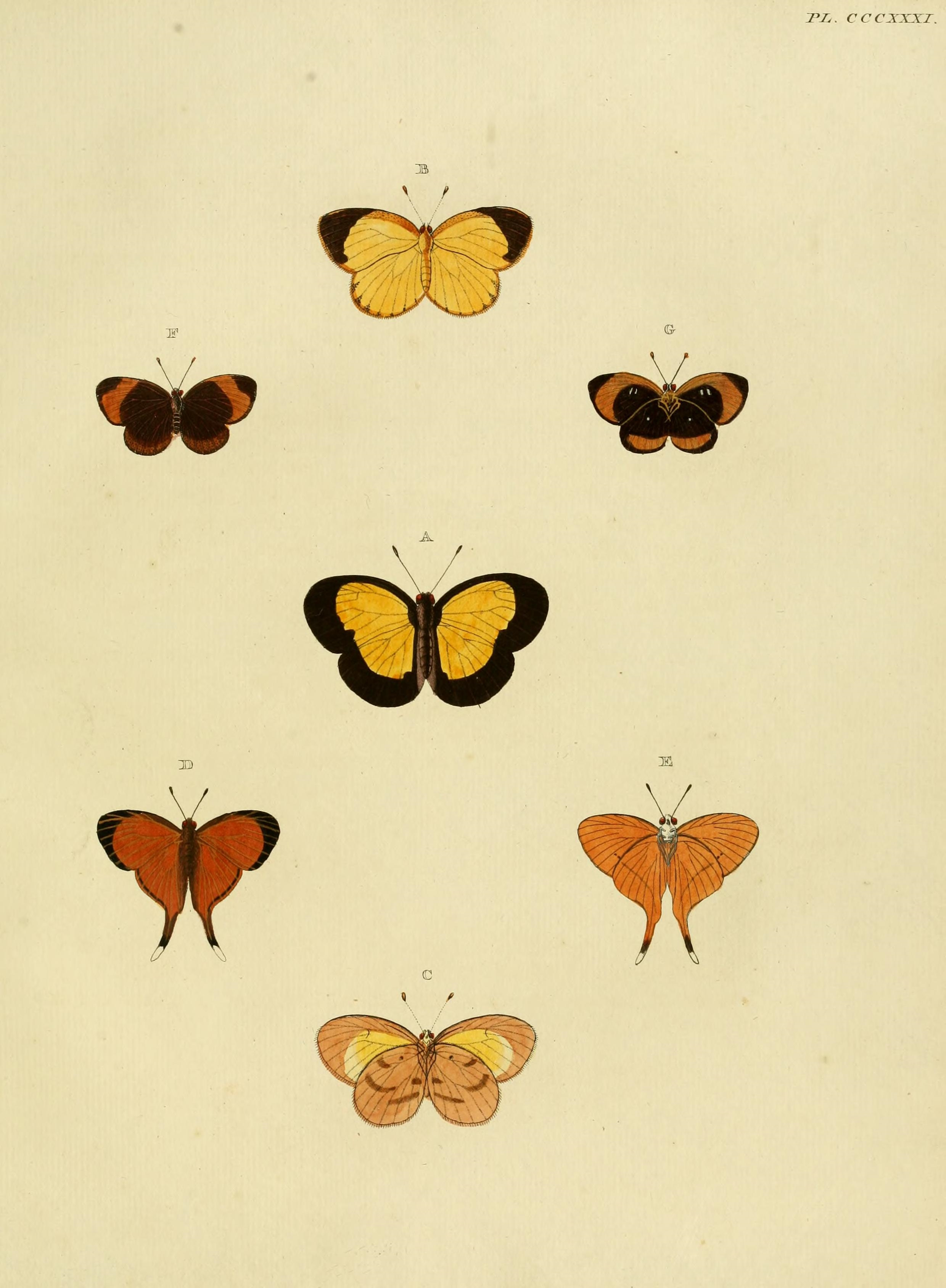
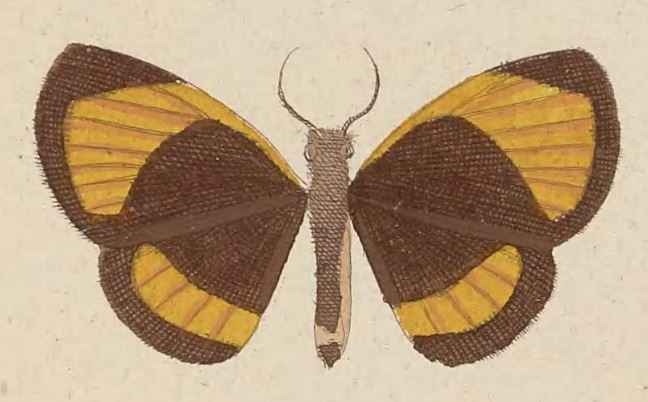
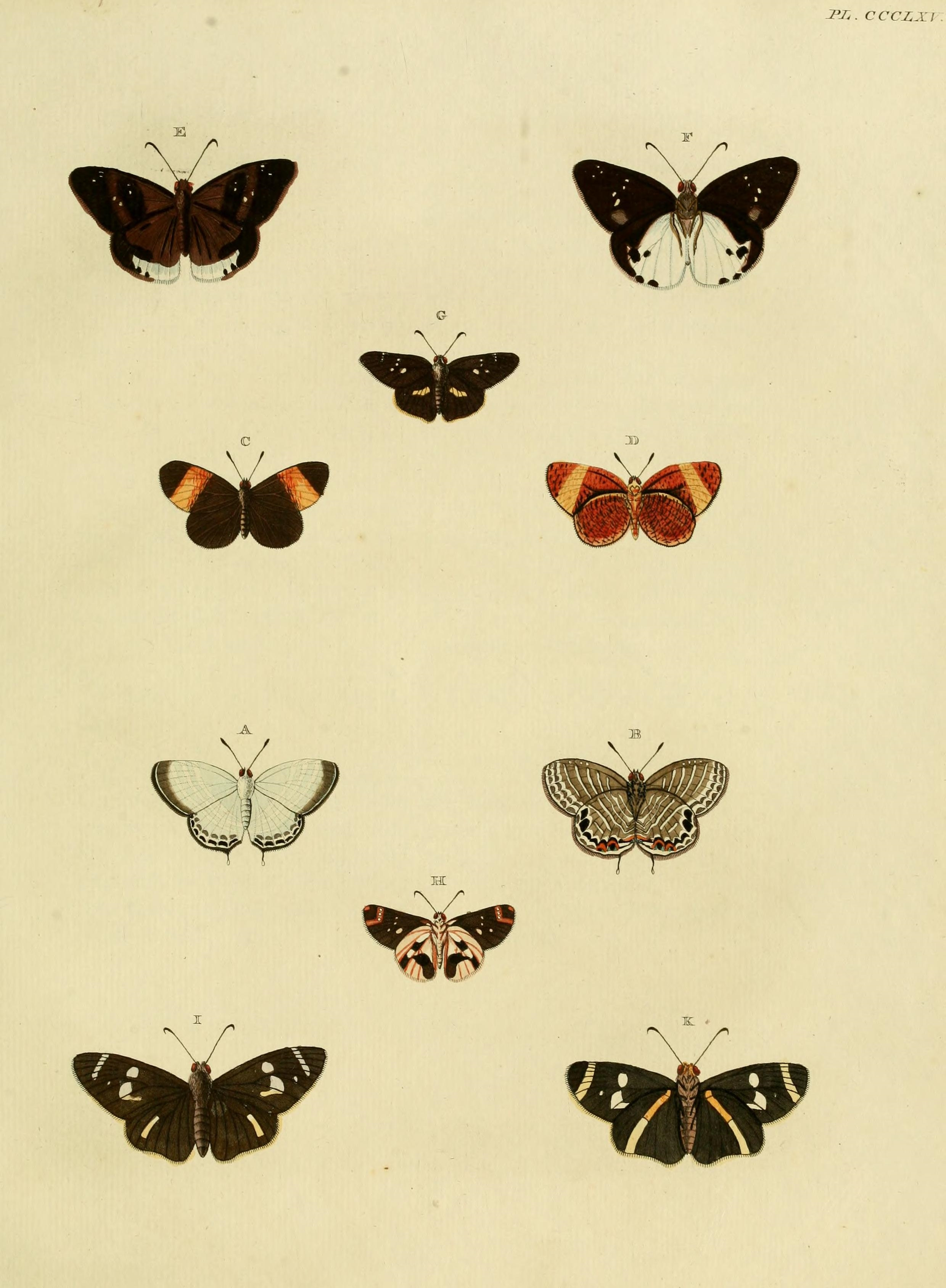

## Dottertaxa tillCallidula, i alfabetisk ordning[1]
- Callidula angustifasciata
- Callidula arctata
- Callidula aruana
- Callidula atata
- Callidula aurantiaca
- Callidula aureola
- Callidula biplagiata
- Callidula clavata
- Callidula dichroa
- Callidula erycinoides
- Callidula evander
- Callidula externa
- Callidula fasciata
- Callidula formosana
- Callidula hypoleuca
- Callidula kobesi
- Callidula lata
- Callidula lunigera
- Callidula melaxantha
- Callidula miokensis
- Callidula nenia
- Callidula nigresce
- Callidula oceanitis
- Callidula plagalis
- Callidula plioxantha
- Callidula posticalis
- Callidula propinqua
- Callidula romawa
- Callidula scotti
- Callidula sobah
- Callidula waterstradti
- Callidula versicolor